# 頂尖神醫
《頂尖神醫》（日语：最上の命医）是橋口隆志在小學館的週刊少年Sunday所連載的日本漫畫，2008年1號連載到2010年13號。第一部結束，同年的2010年18號，連載第2部《最佳明醫》，完结于2014年22・23合并号。取材・原作是入江謙三、醫療監修是東京大學教授岩中督。

## 概要
現今的日本，小兒外科的醫生人手不足的問題，由於此科過於困難而越來明顯。男主角西條命是現代的日本天才外科醫生，為了解決上述的問題而從美國學成而回到日本。利用自身高超的醫術來影響他人，獲得他人的信賴，讓別人會開始對小兒外科感興趣，藉此作為小兒外科改革的指標。
故事中的醫療手法，是取材於各個現實世界中技術高超的醫生。所以故事中，命所執行看似誇張的手術，事實上都是有真正的醫生執行過。

## 簡介
男主角西條命，在小時候看了他在0歲時被神道護動外科手術的影片，並開始憧憬醫生這個行業。某日，他與朋友出海釣魚，朋友因衝撞而造成心包填塞，需急救，在神道護醫生透過手機的指示下，西條救了他的朋友，也對西條教導了所謂的「無限樹形圖」，也就是「當你救活了這個人，等同是解救了更多人」的理論，神道並說當初這就是他成為醫生的理由。十數年後的今天，西條為了實現這個理論，甚至打算成為培養更多無限樹型圖的太陽，而來到了平聖中央醫院就任。

## 舞台
故事主要的舞台為命所就任的平聖中央醫院，別名是「被救護車塞爆的醫院」。該醫院因為一年前，一項小兒外科的手術，手術中人工心肺裝置出了問題，但太晚發現，因此導致手術失敗，小兒外科也因此解散。現在命來此醫院，即是為了要重組小兒外科，以及發掘新的人才而來。
在2008年3・4號的下回預告中所寫的是「平成醫院」，但是在同年的第5號改成「平聖中央醫院」。

## 登場人物

### 主人公
西條命
約翰·史密司醫院出身的小兒外科醫生。現在在平聖中央醫院急診部中優先替小孩看病，使小兒外科再次重建。是美國MSA（最優秀青年醫生獎）獲獎者，是天才中的天才。
把0歲的時候接受了由於神道醫生的心臟大血管轉移症的手術的事做為契機，立志成為小兒外科的「頂尖名醫」。
最上義明
其父親是有著「帝王大學的良心」稱號的醫師。雖然被西條稱讚有從醫天賦及洞察力，但義明卻過著不良NEET般的生活，又總愛窩在家裡。

### 平聖中央醫院

#### 小兒外科的關係人物
桐生 危
和命同年，中性的外表的心臟血管外科醫生。和命一樣在海外取得了醫生執照，時常擔任命的第一助手，以前在海外的醫院工作的時候，因為挑戰世界首例的手術失敗而被趕出了醫院，不過因為有獲得家屬的同意，醫師執照才得以保留下來，原本想趕走身為副院長的哥哥。醫療技術和頭腦都很能幹。
瀨名 麻里亞
平聖中央醫院的實習醫生。因為以前在醫院發生的嚴重手術事故，雖然不是主刀者但也受到不小的打擊，因而放棄當小兒科醫生，但是受到命的言語和勇氣的感動，而決定要和命一起重建小兒科。
高島 雅
漂亮、能力又強的麻醉科醫生，其實是男生。被平聖中央醫院聘請，非常討厭日本的醫局限制。和命一樣因為實力強而被周圍的人敵視，所以很快的就和命成為了朋友。曾被危和奠懷疑是帝王大學附屬醫院派來的間諜，但後來證實不是，危也心感歉意（但雅本人對整件事完全不知情）。
桐生 奠
危的哥哥。平聖中央醫院副院長。麻醉科醫生。因為小兒科很容易賠錢而反對重建小兒科，用各種各樣的方法妨礙著小兒外科的復活。權力心重，雖然不擇手段，但還有醫生的良知，後來成為小兒外科的支持者，一同對抗帝王大學總長的陰謀，並打算創造不屬於任何大學、私立醫院 : 獨立運作的大型臨床研究中心
坂本 流馬
小兒外科部長。一開始與命對立著，但由於命幫兒子一馬動手術成功，因此對命心懷感激，也認知到是自己的想法有問題。現在成為了命的好上司，並說為了感謝他，要幫他壯大小兒外科。
不知火 大輝
帝王大的青年醫生。屬於消化器官外科。但是深深被命的實力所吸引，有想要轉為小兒科醫生。平理事長的親戚，受理事長之託暗中調查命是否有資格成為頂尖名醫。
桐生 棗
危和奠的妹妹。對手術技術有著過人的執著。
西條 生
命的哥哥，外表比雅更像女生。因為從小到處跟他爸爸去世界各地旅行的關係，性格很開放，看到人就想親，是個雙性戀，而且還有點戀弟情結。
真中 有紀
原移植外科，帝王大学附属医院總長的孫女。由於為父親治病的關係被迫成為間諜而轉入了小兒科。其實本身是一個有正義感的、溫柔的人。后被命所感化進而喜歡上了命。

#### 其他關係人物
平 聖盛
野口 英敏
伊藤 弘樹

### 帝王大學附屬醫院
養老重利
最上 一尊
義明的父親，被稱為「帝王大學的良心」，是有紀爸爸的主治醫生。

### 最濱大學附屬醫院
神道 護
最濱大學附屬醫院小兒心臟血管外科醫師，為零歲時的命動過手術，之後便受到命的崇拜，後來為了救命的朋友，以電話遙控的方式指導命進行急救，卻也因此失去成為教授的資格，後來又花了十幾年才成為教授。
目良 正好
最濱大學附屬醫院眼科醫師，神道的好友，沒事的時候便會跑到神道的辦公室串門子。喜歡眼鏡女。

### 患者
魚住 麟太郎
佐和 美也子

## 出版書籍
頂尖神醫
| 卷數 | 小學館         | 小學館                 | 東立出版社     | 東立出版社             | 文化傳信   | 文化傳信               |
| 卷數 | 發售日期       | ISBN                   | 發售日期       | ISBN                   | 發售日期   | ISBN                   |
| ---- | -------------- | ---------------------- | -------------- | ---------------------- | ---------- | ---------------------- |
| 1    | 2008年4月18日  | ISBN 978-4-09-121385-3 | 2009年3月18日  | ISBN 978-986-10-3322-8 | 2008年12月 | ISBN 978-988-8008-58-2 |
| 2    | 2008年7月18日  | ISBN 978-4-09-121446-1 | 2009年3月18日  | ISBN 978-986-10-3323-5 | 2009年1月  | ISBN 978-988-8008-88-9 |
| 3    | 2008年10月17日 | ISBN 978-4-09-121499-7 | 2009年5月7日   | ISBN 978-986-10-3324-2 | 2009年2月  | ISBN 978-962-8964-74-1 |
| 4    | 2009年1月16日  | ISBN 978-4-09-121569-7 | 2009年7月7日   | ISBN 978-986-10-3325-9 | 2009年3月  | ISBN 978-988-8024-29-2 |
| 5    | 2009年4月17日  | ISBN 978-4-09-122003-5 | 2009年9月3日   | ISBN 978-986-10-3621-2 | 2009年6月  | ISBN 978-988-8024-83-4 |
| 6    | 2009年7月17日  | ISBN 978-4-09-121708-0 | 2010年1月26日  | ISBN 978-986-10-4146-9 | 2009年10月 | ISBN 978-988-8025-50-3 |
| 7    | 2009年9月17日  | ISBN 978-4-09-121746-2 | 2010年2月8日   | ISBN 978-986-10-4497-2 | 2009年12月 | ISBN 978-988-8025-86-2 |
| 8    | 2009年12月18日 | ISBN 978-4-09-122029-5 | 2010年6月15日  | ISBN 978-986-10-5036-2 | 2010年4月  | ISBN 978-988-8049-60-8 |
| 9    | 2010年3月18日  | ISBN 978-4-09-122187-2 | 2010年10月6日  | ISBN 978-986-10-5480-3 | 2010年5月  | ISBN 978-988-8050-38-3 |
| 10   | 2010年4月16日  | ISBN 978-4-09-122260-2 | 2010年11月2日  | ISBN 978-986-10-5653-1 | 2010年7月  | ISBN 978-988-8050-64-2 |
| 11   | 2010年6月18日  | ISBN 978-4-09-122416-3 | 2010年12月30日 | ISBN 978-986-10-5989-1 | 2010年8月  | ISBN 978-988-8090-07-5 |

頂尖明醫 THE KING OF NEET
| 卷數 | 小學館         | 小學館                 | 東立出版社     | 東立出版社             | 文化傳信   | 文化傳信               |
| 卷數 | 發售日期       | ISBN                   | 發售日期       | ISBN                   | 發售日期   | ISBN                   |
| ---- | -------------- | ---------------------- | -------------- | ---------------------- | ---------- | ---------------------- |
| 1    | 2010年7月16日  | ISBN 978-4-09-122418-7 | 2011年8月15日  | ISBN 978-986-10-8133-5 | 2011年7月  | ISBN 978-988-8112-10-4 |
| 2    | 2010年10月18日 | ISBN 978-4-09-122655-6 | 2011年8月15日  | ISBN 978-986-10-8134-2 | 2011年8月  | ISBN 978-988-8112-50-0 |
| 3    | 2010年12月17日 | ISBN 978-4-09-122718-8 | 2011年12月8日  | ISBN 978-986-10-8135-9 | 2011年10月 | ISBN 978-988-8113-22-4 |
| 4    | 2011年2月18日  | ISBN 978-4-09-122784-3 | 2012年1月17日  | ISBN 978-986-10-8136-6 | 2012年1月  | ISBN 978-988-8113-57-6 |
| 5    | 2011年5月18日  | ISBN 978-4-09-122874-1 | 2012年4月30日  | ISBN 978-986-10-8137-3 | 2012年1月  | ISBN 978-988-8113-79-8 |
| 6    | 2011年8月23日  | ISBN 978-4-09-123217-5 | 2012年7月6日   | ISBN 978-986-10-8656-9 | 2012年2月  | ISBN 978-988-8113-91-0 |
| 7    | 2011年11月18日 | ISBN 978-4-09-123385-1 | 2012年8月8日   | ISBN 978-986-10-8951-5 | 2012年5月  | ISBN 978-988-8114-46-7 |
| 8    | 2012年2月17日  | ISBN 978-4-09-123546-6 | 2012年12月25日 | ISBN 978-986-10-9533-2 | 2012年7月  | ISBN 978-988-8114-69-6 |
| 9    | 2012年5月18日  | ISBN 978-4-09-123659-3 | 2013年7月5日   | ISBN 978-986-317-076-1 | 2012年10月 | ISBN 978-988-8194-26-1 |
| 10   | 2012年8月17日  | ISBN 978-4-09-123795-8 | 2013年8月2日   | ISBN 978-986-317-699-2 | 2012年12月 | ISBN 978-988-8194-51-3 |
| 11   | 2012年10月18日 | ISBN 978-4-09-123890-0 | 2013年9月5日   | ISBN 978-986-324-130-0 | 2013年3月  | ISBN 978-988-8194-79-7 |
| 12   | 2012年12月18日 | ISBN 978-4-09-124035-4 | 2013年10月17日 | ISBN 978-986-324-578-0 | 2013年6月  | ISBN 978-988-8194-07-7 |
| 13   | 2013年3月18日  | ISBN 978-4-09-124196-2 | 2013年11月20日 | ISBN 978-986-332-254-2 | 2014年2月  | ISBN 978-988-8195-74-9 |
| 14   | 2013年6月18日  | ISBN 978-4-09-124299-0 | 2014年5月29日  | ISBN 978-986-332-585-7 |            |                        |
| 15   | 2013年8月16日  | ISBN 978-4-09-124375-1 | 2014年6月24日  | ISBN 978-986-337-205-9 |            |                        |
| 16   | 2013年11月18日 | ISBN 978-4-09-124497-0 | 2014年9月5日   | ISBN 978-986-337-775-7 |            |                        |
| 17   | 2014年2月18日  | ISBN 978-4-09-124563-2 | 2014年11月11日 | ISBN 978-986-348-514-8 |            |                        |
| 18   | 2014年4月18日  | ISBN 978-4-09-124586-1 | 2014年12月23日 | ISBN 978-986-348-728-9 |            |                        |
| 19   | 2014年6月18日  | ISBN 978-4-09-124649-3 | 2015年9月10日  | ISBN 978-986-365-022-5 |            |                        |

## 電視劇
2011年1月10日 東京電視台 所改編的電視劇。
本劇主角 齋藤工是『黑豹 人中之龍新章』第2次主演。
標語為「小兒外科醫・西條命。在絕望之中，能用他的那雙手改變這個世界。」。

### 人物
- 西條命 - 齋藤工
- 瀨名瑪麗亞 - 比嘉愛未
- 桐生危 - 池内博之
- 桐生奠 - 陣内孝則
- 真中有紀 - 板谷由夏
- 前田泉 - 北川弘美
- 神道護 - 泉谷しげる
- 平聖盛 - 品川徹
- 野口英敏 - 齊藤洋介
- 坂本流馬 - 入江雅人
- 不知火大輝 - 渡邊紘平
- 山田翼 - 山根和馬
- 澤木蘭  - 鈴木千奈美
- 高島雅 - 紺野千春

### 特別劇 頂尖神醫2016
- 織田玲子（慶良綜合病院的小兒科醫） - 齊藤由貴
- 三好政安（慶良綜合病院的小兒科醫） - 上地雄輔
- 美咲しおり（慶良綜合病院的研修医） - 南沢奈央
- 内田照行（慶良綜合病院的外科醫） ‐ 尾崎右宗
- 三好永逸（慶良綜合病院的外科醫長・政安の叔父） ‐ 大河内浩
- 武井剛司 ‐ 飯田基祐
- 八田宣夫 ‐ 大西武志
- 松永理一（慶良綜合病院的入院患者） ‐ 木村聖哉
- 合田大（理一的同級生） ‐ 山﨑光
- 杉田恵理子（杉田沙紀的母親） ‐ 阿南敦子
- 北条千影（慶良綜合病院的院長） - 船越英一郎
- 古賀晶 - 石堂夏央
- 石川保 - 寺井文孝

### 特別劇 頂尖神醫2017
- 西條命 -齋藤工
- 手塚義富(西條命的恩師，小兒外科權威)-草刈正雄
- 瀨名瑪麗亞 - 比嘉愛未

### 製作
- 劇本 - 中園健司、岩村匡子
- 音樂 - 遠藤浩二
- 演出 - 麻生學、鈴木浩介、木村ひさし
- 總製作人- 岡部紳二（東京電視台）
- 製作人 - 中川順平・淺野太（東京電視台）、佐藤毅・仁平知世（東寶）、森清和夫
- 制作 - 東京電視台、東寶
- 製作 - 「頂尖神醫」製作委員會

### 主題曲
- 片頭曲
  - HI LOCKATION MARKETS「ライフラリズム」（日本華納唱片）
- 片尾曲
  - Remioromen「Your Song」（ORS-LLP）

### 收視率
| 各話                                                     | 放送日        | 日文標題                              | 劇本     | 導演       | 收視率 |
| -------------------------------------------------------- | ------------- | ------------------------------------- | -------- | ---------- | ------ |
| 第1話                                                    | 2011年1月10日 | 子供を救う命のメス奇跡の小児外科医!   | 中園健司 | 麻生学     | 6.5%   |
| 第2話                                                    | 2011年1月17日 | 確率1％緊急オペ                       | 中園健司 | 麻生学     | 4.2%   |
| 第3話                                                    | 2011年1月24日 | 世界初! 傷をつけない奇跡のオペ        | 中園健司 | 木村ひさし | 3.4%   |
| 第4話                                                    | 2011年1月31日 | 小児救命の長い夜                      | 岩村匡子 | 木村ひさし | 2.8%   |
| 第5話                                                    | 2011年2月7日  | 難病少女と父との絆 絶体絶命オペ室の罠 | 岩村匡子 | 鈴木浩介   | 3.4%   |
| 第6話                                                    | 2011年2月14日 | 消える14歳の命と夢 禁断の心臓オペ!    | 岩村匡子 | 鈴木浩介   | 3.2%   |
| 第7話                                                    | 2011年2月21日 | オペ室の緊急決断! 息子に笑顔を        | 岩村匡子 | 八木一介   | 4.8%   |
| 第8話                                                    | 2011年2月28日 | 地獄に堕ちる名医                      | 岩村匡子 | 木村ひさし | 3.4%   |
| 第9話                                                    | 2011年3月7日  | 緊急事態! 命と小児オペに奇跡を        | 岩村匡子 | 鈴木浩介   | 2.5%   |
| 最終話                                                   | 2011年3月14日 | 最後のオペ! 未来へつなぐ命            | 岩村匡子 | 麻生学     | 5.1%   |
| 平均收視率3.9%（收視率は関東地区・ビデオリサーチ社調べ） |               |                                       |          |            |        |

## 外部連結
- WEBサンデー 最上の命医 （页面存档备份，存于）
- WEBサンデー 最上の命医 （页面存档备份，存于）
- 最上の命医東京電視台 （页面存档备份，存于）